# Weinan E
Weinan E (chinois : 鄂维南 ; pinyin : È Wéinán; né en 1963), est un mathématicien chinois. Il est connu pour ses travaux en mathématiques appliquées, avec des applications à la mécanique des fluides et à la science des matériaux. En outre, il a travaillé sur la modélisation multi-échelles et l'étude des événements rares.

## Biographie
E Weinan est né en septembre 1963 à Jingjiang, en Chine. Il a effectué ses études de premier cycle au département de mathématiques de l'Université de sciences et technologie de Chine en 1982, et sa maîtrise à l'Académie de mathématiques et des sciences des systèmes à l'Académie chinoise des sciences en 1985. Il a obtenu son doctorat sous la supervision de Björn Engquist au département de mathématiques de l'Université de Californie à Los Angeles en 1989, avec une thèse intitulée « Homogenization and numerical methods for hyperbolic conservation laws with oscillatory data ». Il est ensuite devenu membre visiteur au Courant Institute of Mathematical Sciences, à l'Université de New York de 1989 à 1991, et membre de l'Institute for Advanced Study de 1991 à 1992. Après avoir passé deux années de plus comme membre titulaire à l'Institute for Advanced Study, il rejoint le Courant Institute en tant que professeur associé en 1994, et il y est devenu professeur titulaire en 1997. Depuis 1999, il occupe un poste de professeur au département de mathématiques et de programme en mathématiques appliquées et calcul scientifique à l'Université de Princeton. Il occupe également un poste de professeur au Centre international pour la recherche mathématique de Pékin (Beijing International Center for Mathematical Research, BICMR) à l'Université de Pékin depuis 2005.

## Travaux
Il a apporté des contributions à la théorie de l'homogénéisation, aux modèles théoriques de la turbulence, aux équations aux dérivées partielles stochastiques, à l'analyse de la structure électronique, aux modélisation multi-échelles (en), à la mécanique des fluides numérique et à la théorie KAM faible.
Dans l'étude des événements rares, lui et ses collaborateurs ont développé la méthode de la ficelle et la théorie du chemin de transition. En modélisation multi-échelles, lui et ses collaborateurs ont développé des méthodes multi-échelles hétérogènes (heterogeneous multiscale methods, HMM). Il a également apporté d'importantes contributions à la compréhension mathématique de la fondation microscopique des théories macroscopiques pour les solides.

## Récompenses et distinctions
Il a reçu le Presidential Early Career Award for Scientists and Engineers en 1996 et le Prix Feng Kang en Calcul Scientifique en 1999. Il est le lauréat du Prix Collatz de l'ICIAM lors du 5e Congrès international de mathématiques industrielles et appliquées pour ses travaux sur les  mathématiques industrielles et appliquées. Il a également reçu le Prix Ralph E. Kleinman en 2009 et le Prix Theodore von Kármán en 2014.
En 2019 il est lauréat du prix Peter Henrici,.
Il est élu fellow de l'Institut de Physique en 2005, membre de la Society for Industrial and Applied Mathematics (SIAM) en 2009 et membre de l'Académie chinoise des sciences en 2011. Il a été invité à prendre la parole au Congrès international des mathématiciens en 2002 à Pékin avec une conférence intitulée « Energy landscapes and rare events », conjointement avect Weiquing Ren et Eric Vanden-Eijnden ; il a été invité également au congrès annuel de l'American Mathematical Society (2003), société dont il est devenu membre en 2012.

## Sélection de publications
- « Livre: Principes de la Modélisation multi-Échelles ».
- (en) Weinan E, Principles of Multiscale Modeling, Cambridge University Press, 2011, 466 p. (ISBN 978-1-107-09654-7, lire en ligne).